# Geduly Bogyoszló
Geduly Bogyoszló (Losonctamási, 1802. november 27. – Galgaguta, 1878. július 25.) evangélikus lelkész.

## Élete
Tamásiban született, Nógrád vármegyében, ahol atyja Geduly János szintén lelkész, édesanyja Toperczer Zsuzsanna volt. Tanult Rimaszombatban, Rozsnyón, Pozsonyban és Bécsben. 1824-ben szentelték föl jólsvai segédlelkésszé, ahol nemsokára rendes lelkész lett. 1827. március 18-án Gután választották meg papnak. A nógrádi evangélikus esperesség először al-, majd főesperessé választotta; ez utolsó kitüntetést már el nem fogadta. Az 1850-es években a kormány helyettes szuperintendenséggel és 6000 forint fizetéssel kinálta meg, de ezt sem fogadta el. 
1877. október 11-én lemondott hivataláról és a papi fizetés egyharmadával nyugalomba vonult. Élete hátralévő részét Gután töltötte Vilma lányánál. Halála után Svehla János uhorszkai és Wladár Miksa sziráki lelkészek temették el, templomban tartott gyászszertartással.
Egyházi beszédei megjelentek a Protestans Alkalmi Beszédtárban (Pest, 1871. I. II. k.)

## Művei
- Halotti beszéd, melyet néhai Ebeczki Tihanyi Tamás ur, Tolna vármegye főispánjának Kis-Csalomián Sz.-András hava 8. 1834-ben tartatott gyászünnepen elmondott. Pest, 1834
- Gyászbeszéd néhai Szandai Sréter János nógrádmegyei alispán hamvai felett. Pest, 1842 (többekkel együtt tartott Gyászbeszédek és imák czímű munkába)
- Gyászünnep, mely néhai Felső-Kubini és Nagy-Olaszi Kubinyi András urnak... hamvai felett a tamási evangy. egyházban 1851. jún. 29. tartatott. Pest (G. beszédével)